# Бартель, Мельхиор
Мельхиор Бартель (нем. Melchior Barthel; 10 декабря 1625, Дрезден — 12 ноября 1672, там же) — немецкий скульптор эпохи барокко. 

## Жизнь и творчество
Мельхиор Бартель родился в семье скульптора Иеронима Бартеля. В 15-летнем возрасте берёт первые уроки пластики у своего отца, однако отец юноши вскоре умирает. После этого Бартель поступает на учёбу к скульптору Иоганну Бёме в Шнееберг (Рудные горы). В 1645 году начинаются странствия молодого скульптора, он отправляется в Регенсбург, в Баварии к мастеру Генриху Вильгельму, а затем в Пассау к скульптору Иоганну Зейтцу. Оттуда, завершив своё обучение, Бартель направляется через Австрию в Ульм. В Ульме Бартель берёт уроки резьбы по слоновой кости у известного мастера Давида Хельшера. Спустя три года молодой человек отправляется в Рим, и ещё через 2 года уезжает в Венецию. В этом городе мельхиор Барьтель успешно работает вместе в архитектором Бальтазаре Лонгенья, создаёт саркофаг доже Джованни Пезаро в церкви Фрари, также статуи четырёх Атлантов и две склонённые скульптуры Аллегорий. Эти работы считаются вершиной творчества скульптора. Всего Бартель проводит в Венеции 17 лет, после чего, в 1670 году, возвращается в Дрезден. Вместе с ним в Дрезден приезжают двое его учеников, Элиас Ренц и Пауль Премслер. Ещё одним его учеником был Матиас Венцель Йенкель, работавший затем скульптором в Праге. В том же году, по представлению обер-архитектора курфюршества Саксония Вольфа Каспара фон Кленгеля, Мельхиор Бартель утверждается курфюрстом Иоганном Георгом II в должности придворного скульптора. 

## Галерея

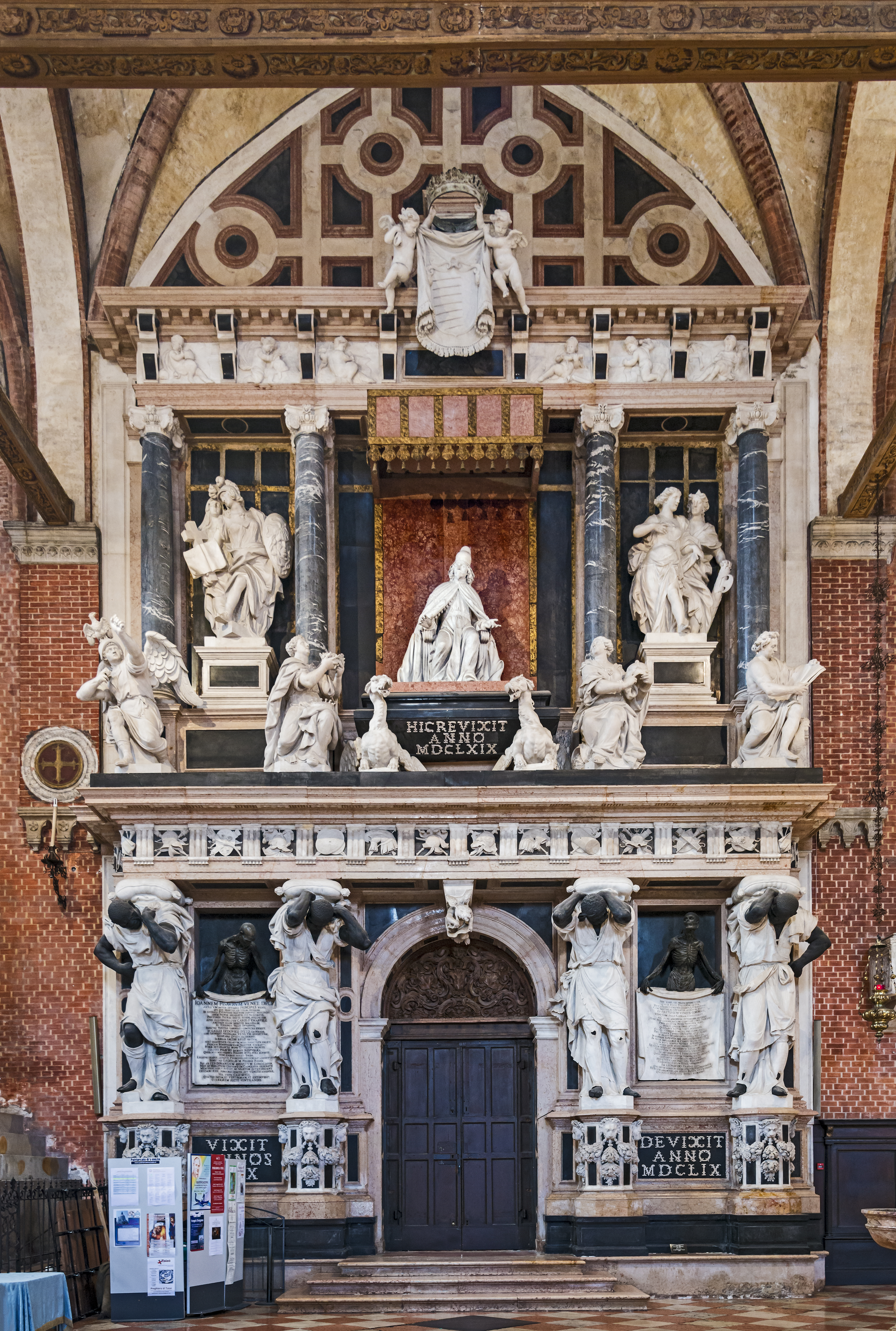
Саркофаг дожа Джованни Пезаро. Венеция.
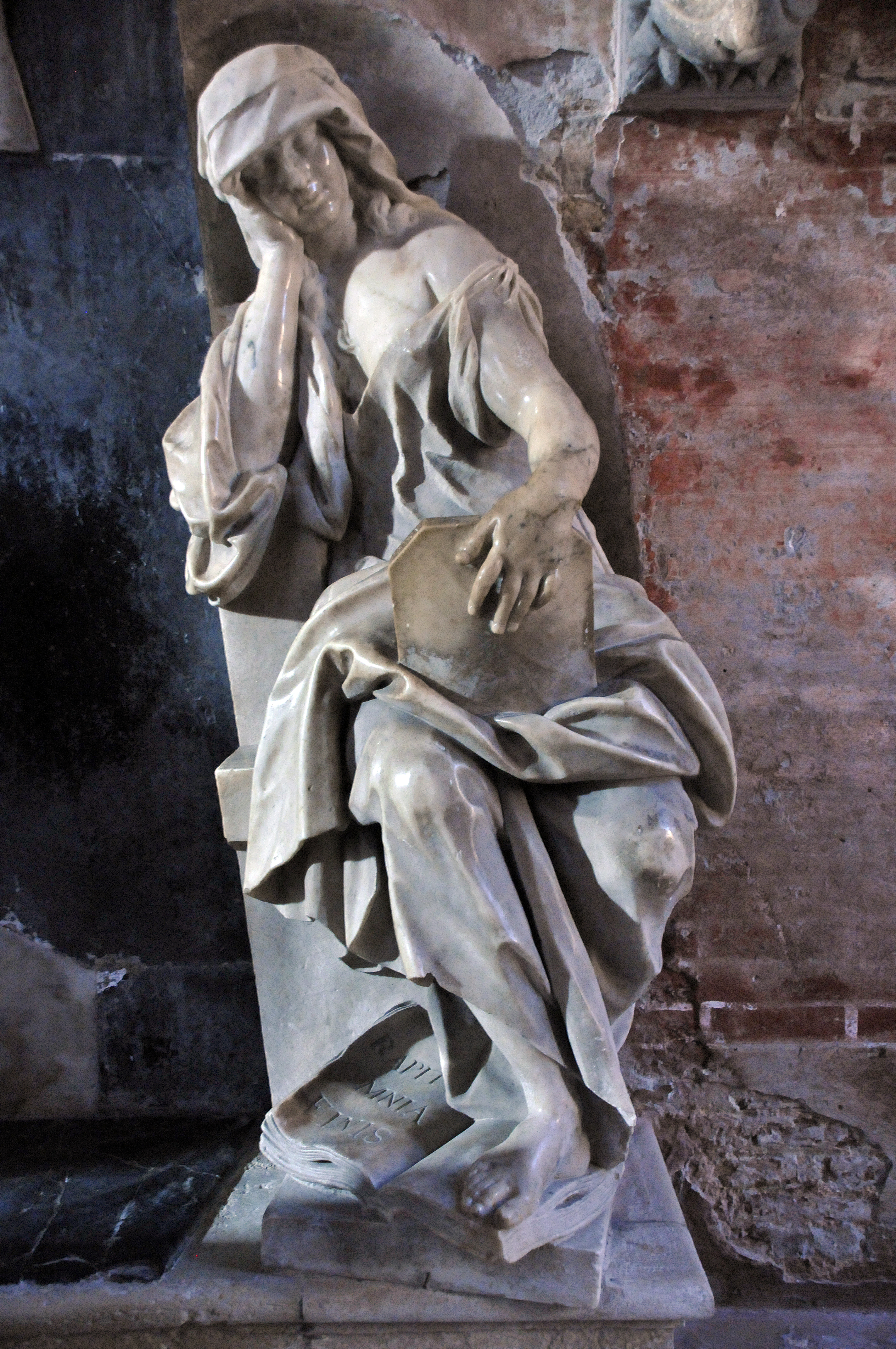
Скульптура в церкви Сан-Джованни и Паоло, Венеция.
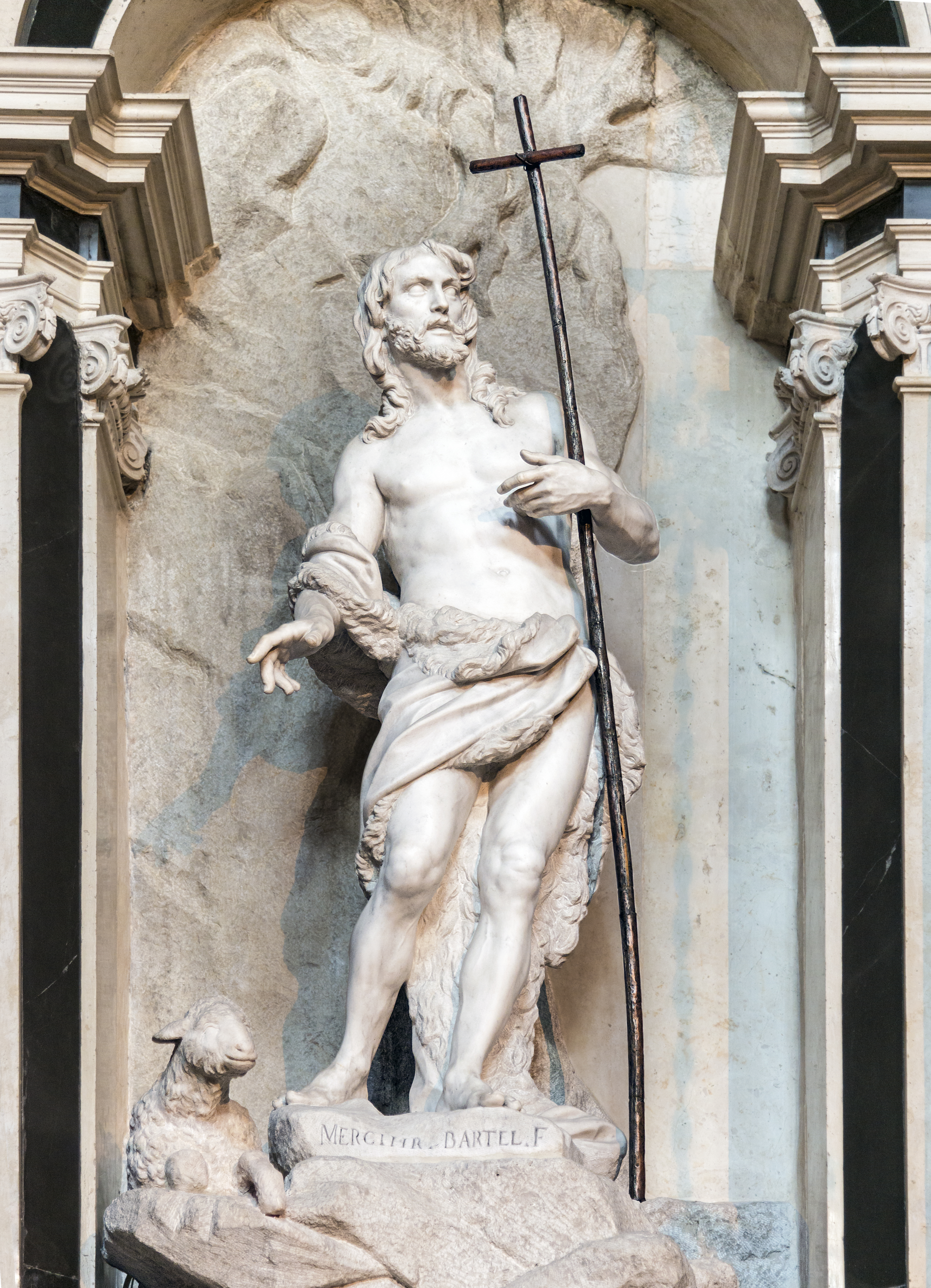
Иоанн Креститель, цеаковь Санта-Мария-ди-Назарет, Венеция.
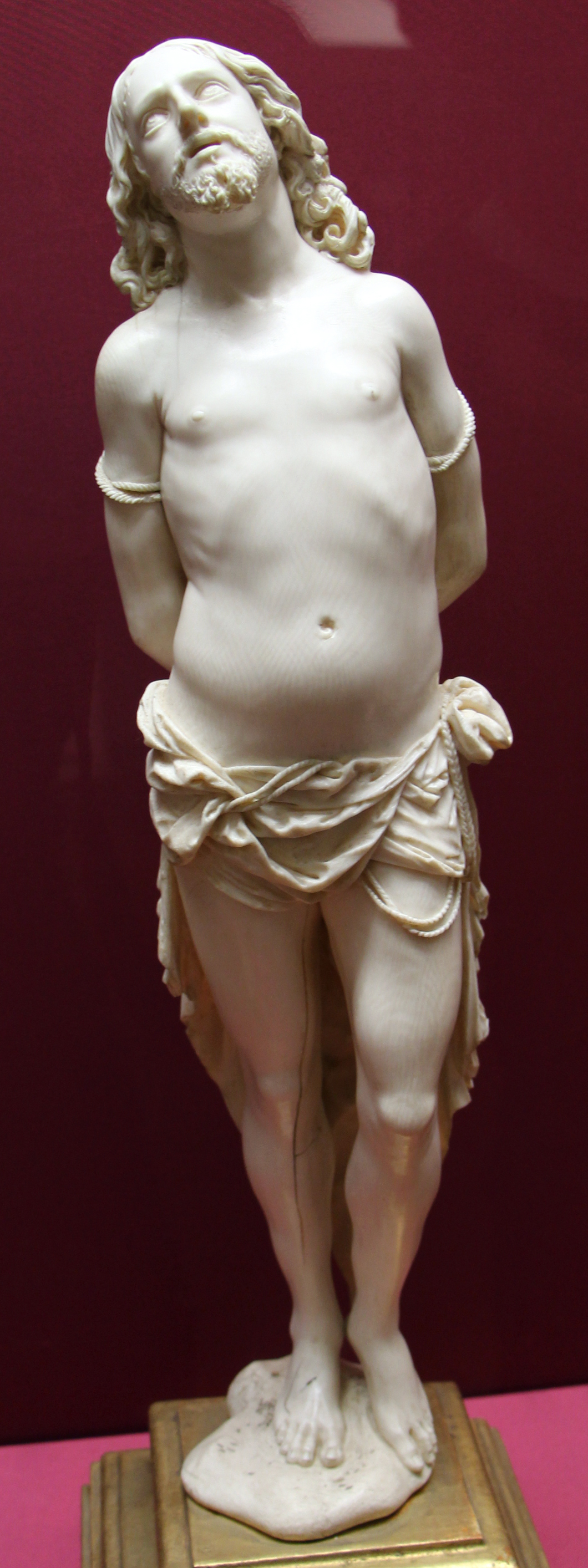
Муки Христовы.
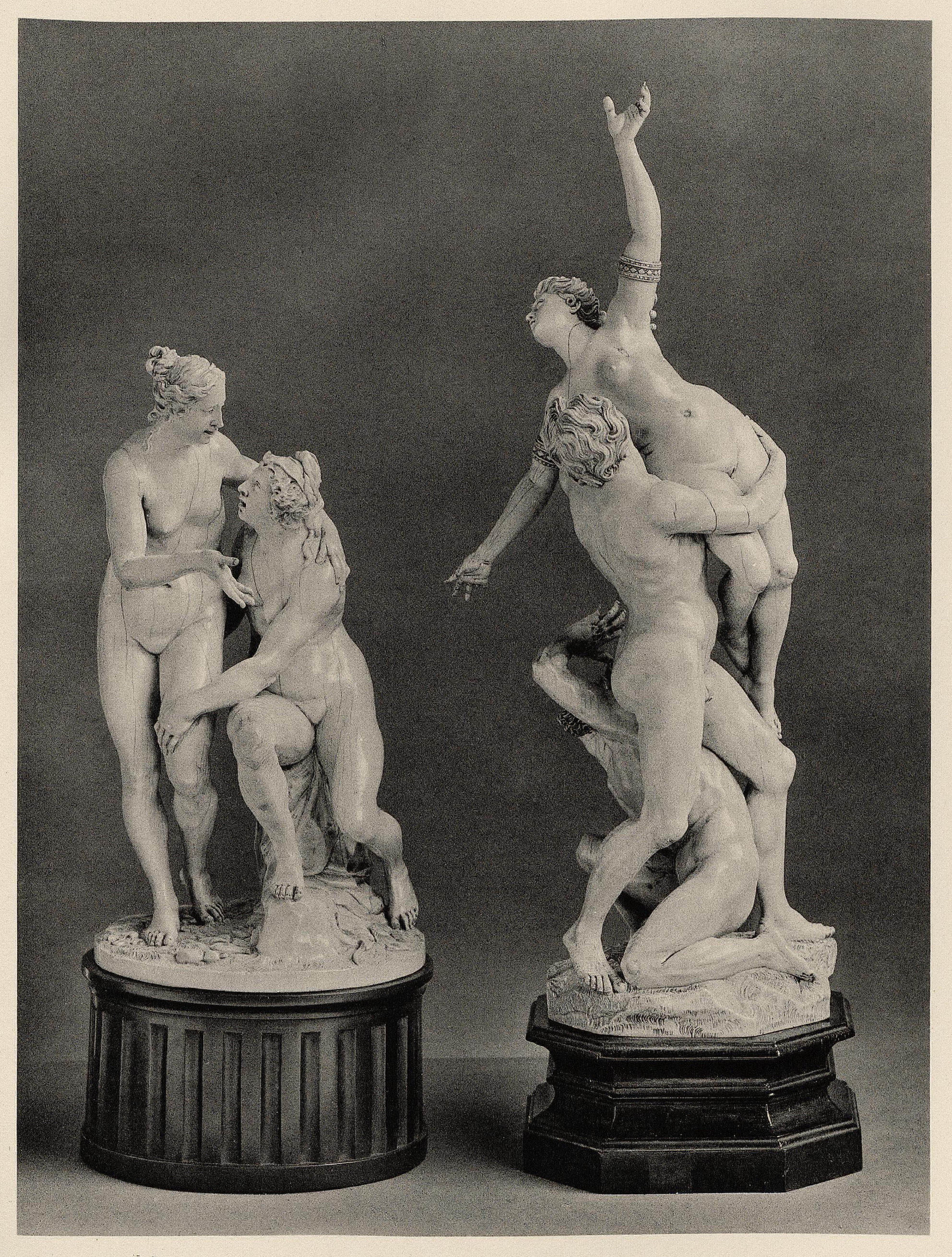
Похищение сабинянок (слоновая кость).